# Travis Dodd
Travis Gareth Dodd (* 6. Januar 1980 in Adelaide) ist ein australischer ehemaliger Fußballspieler. Er war der erste Fußballer aus der Bevölkerungsgruppe der Aborigines, dem ein Treffer in der australischen Fußballnationalmannschaft gelang.

## Karriere

### Verein
Dodd kam 1996 vom South Australian Sports Institute in die National Soccer League (NSL) zu Adelaide City Force und gab dort im Alter von 16 Jahren und 281 Tagen sein Ligadebüt. 1999 wechselte er zu den Newcastle Breakers, die aber bereits 2000 vom Spielbetrieb der NSL zurückgezogen und durch den neu gegründeten Verein Newcastle United ersetzt wurden, bei dem auch Dodd unterkam. Die Saison 2003/04, die letzte vor der Einstellung der NSL, verbrachte er bei Parramatta Power.
Der Offensivspieler spielte anschließend für einige Monate bei Johor FC in Malaysia, bevor er nach Griechenland zu Panionios Athen ging. Dort kam er unter Trainer Karol Pecze zu einigen Einsätzen in der Liga und im UEFA-Pokal, spielte aber nach dessen Entlassung im Dezember unter dem neuen Trainer Georgios Vazakas keine Rolle mehr. Daraufhin kehrte er 2005 nach Australien zurück und unterschrieb in der neugegründeten A-League bei Adelaide United.
In der Auftaktsaison wurde er mit Adelaide Meister der regulären Saison, verlor dann aber in den Play-off-Spielen zunächst gegen Sydney das Major Semifinal und anschließend auch das Preliminary Final gegen die Central Coast Mariners. Im Mai 2007 gelang Dodd im AFC-Champions-League-Spiel gegen Đồng Tâm Long An als erstem Australier ein Hattrick. Zur Saison 2008/09 übernahm er das Kapitänsamt von Michael Valkanis und erreichte mit Adelaide in der AFC Champions League 2008 das Finale, in welchem man gegen Gamba Osaka aber chancenlos war (0:3 und 0:2).
Durch den Finaleinzug in der Champions League qualifizierte man sich für die Teilnahme an der FIFA-Klub-Weltmeisterschaft 2008. Dabei gelang Dodd im Auftaktspiel gegen den Ozeanienvertreter Waitakere United der 2:1-Siegtreffer.

### Nationalmannschaft
Dodd kam 2006 in der Qualifikation zur Asienmeisterschaft 2007 zu zwei Einsätzen in der australischen Nationalmannschaft. Bei seinem Debüt gegen Kuwait erzielte er den 1:0-Führungstreffer und war damit der erste Aborigine, dem ein Tor für die australische Nationalelf gelang.

## Erfolge
- A-League-Meister der regulären Saison: 2005/06
- PFA Team of the Year: 2008/09